# بيريف بي إي -2
ببيريف بي إي -2 (بالإنجليزية: Beriev Be-2)‏ هي من صناعة بيريف. كانت تستخدم بشكل أساسي من قبل البحرية السوفيتية. كان أول طيران لها في 1936. دخلت الخدمة في 1938، انتهت خدمتها في 1942. صنع منها 12 طائرة.